# Doddasomanahalli, Krishnarajpet
Doddasomanahalli là một làng thuộc tehsil Krishnarajpet, huyện Mandya, bang Karnataka, Ấn Độ.